# FreeIPA
FreeIPAは、フリーかつオープンソースのアイデンティティ管理システムである。FreeIPAは、Red Hat Identity Managerのアップストリームのオープンソースプロジェクトとして、RedHatの支援を受けて開発が行われている。

## 概要
FreeIPAは、アイデンティティ(I)、ポリシー(P)、監査(A)システムを中央管理する機能を提供することを目的とするソフトウェアである。Fedora、389 Directory Server、MIT Kerberos、NTP、DNS、DogTag認証システム、SSSDなどのフリーやオープンソースのコンポーネントを組み合わせて使用している。FreeIPAには、拡張可能な管理インターフェイス（CLI、Web UI、XMLRPC、JSONRPC API）、統合CAのためのPython SDK、そして、integrated DNSサーバーのためのカスタムプラグインが含まれたBINDが含まれている。こうしたFreeIPAの主要なコンポーネントは、それぞれ既存のフリーやオープンソースのプロジェクトとして提供されている。これらのコンポーネントを1つの管理スイートとしてバンドルしてGPLv3で提供しているが各コンポーネント自体のライセンスは変更していない。FreeIPAは、MicrosoftのActive Directoryと連携するためにCross Forest Trustsという方法でSambaを使用している。FreeIPAはLinux、Unix系OS、Windows、およびmacOSへのサポートを提供している。
FreeIPAは、ノベルのIdentity ManagerやマイクロソフトのActive Directoryなどと同じ分野を目標としており、基本的な機構は同じである。
FreeIPAは、LDAPとしては、389 Directoryサーバを使っており、認証とシングルサインオンのためにKerberosを用いている。
開発計画としては、FreeRADIUSやSAMBAの機能もFreeIPAから統合的に扱えることを今年の目標としている。

## ソフトウェアコンポーネント
| コンポーネント       | 詳細                         |
| -------------------- | ---------------------------- |
| Fedora               | GNU/Linux Operating System   |
| 389 Directory Server | LDAPの実装                   |
| MIT's Kerberos 5     | 認証とシングル・サインオン   |
| ntpd                 | NTP（network time protocol） |
| Apache HTTP Server   | Web UIと管理フレームワーク   |
| Python               | 管理フレームワーク           |
| DogTag               | PKI 認証局                   |
| BIND                 | DNS                          |

## よく使われるプラグイン
| プラグイン      | 説明 |
| --------------- | --- |
| Fleet Commander | CockpitやSSSDと連携して動作するデスクトップの設定ツールで、FreeIPAのLDAPデータベースにカスタマイズしたプロファイルテンプレートを保存するために利用できる。広い意味では、Windows GPOに相当するツールである。 |